# Ilir Meta
Ilir Meta (n. 24 martie 1969, Skrapar) este un om politic albanez, membru al Partidului Socialist. A îndeplinit funcția de prim-ministru al Albaniei (1999-2002).
1. 1 2  Ilir Meta, Munzinger Personen, accesat în 9 octombrie 2017